# Paleolithische kunst
Paleolithische kunst is de kunst van de oude steentijd of paleolithicum.
Het paleolithicum is de langste etappe in de geschiedenis van de mens. Gedurende deze periode leefde de mens van de jacht en van het verzamelen van planten. Ze organiseerden zich in stammen. Hun gereedschap was van bewerkte steen, van hout en van bot.

## Geschiedenis

### Vroeg-paleolithicum
In de vroegste periodes van de prehistorie voltrok zich de menselijke evolutie van prehominide wezens naar de eigenlijke moderne mens. Voor een groot deel van deze evolutie zijn er aanwijzingen voor meer primitieve vormen van deze kunst. Deze zijn echter omstreden.
Tijdens het laatste deel van het Vroeg-paleolithicum (500.000-150.000 v.Chr.) leefden de neanderthalers in Europa. Ze beheersten al het vuur en vertoonden in hun gereedschap een zekere zin voor schoonheid die de zuivere functionaliteit oversteeg. Het duidelijkst is het streven naar symmetrie in vuistbijlen.
Tot voor kort waren er geen aanwijzingen dat de neanderthalers zin hadden voor religie of kunst. Enkele recente vondsten geven aanwijzingen voor het tegendeel. Het gaat hier bijvoorbeeld om enkele vondsten in Noord-Afrika (zoals El Gettar in Algerije) en in Duitsland (vb een botfragment van een woudolifant gegraveerd met parallelle lijntjes, vindplaats van ± 400.000 jaar geleden, Bilzingsleben). Ze voldoen echter niet als definitief bewijs voor deze stelling. De vondsten van Sima de los Huesos in de Sierra de Atapuerca lijken echter een bewuste opeenstapeling van lijken met religieuze doeleinden. Als men daar de ontdekking aan toevoegt van een minutieus gemaakte vuistbijl kan men vermoeden dat de mens al in het Midden Pleistoceen een religieus geloof had dat later aanleiding gaf tot het ontstaan van kunst. Het meest revolutionaire is echter de ontdekking geweest van kleine beeldjes die, hun ruwe voorkomen ten spijt, geïnterpreteerd werden als vrouwenfiguren: de Venus van Berekhat Ram (de Golanhoogte) en de Venus van Tan-Tan (Marokko). Beide zijn echter omringd door twijfels en het valt te hopen dat toekomstige vondsten bevestiging opleveren.

Kunst uit het Moustérien
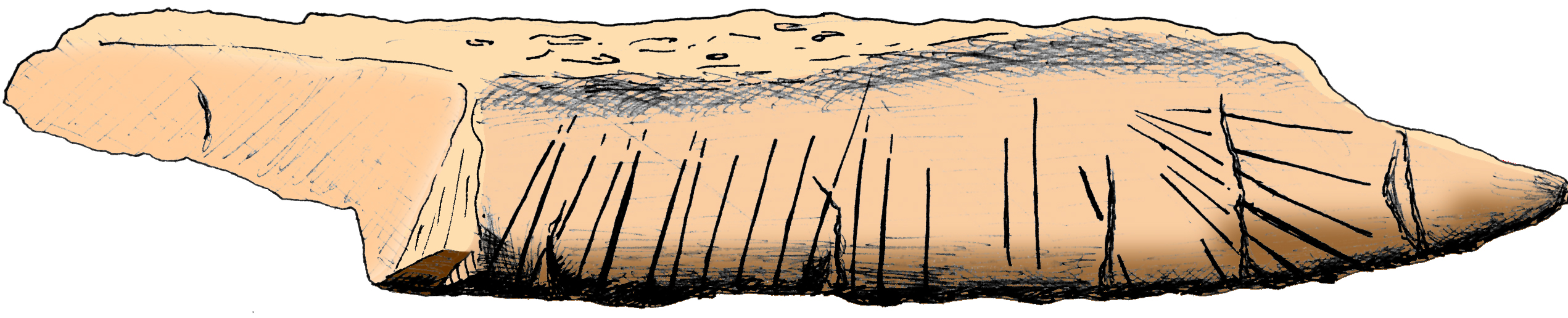
Gekrast bot van Bilzingsleben (Duitsland)
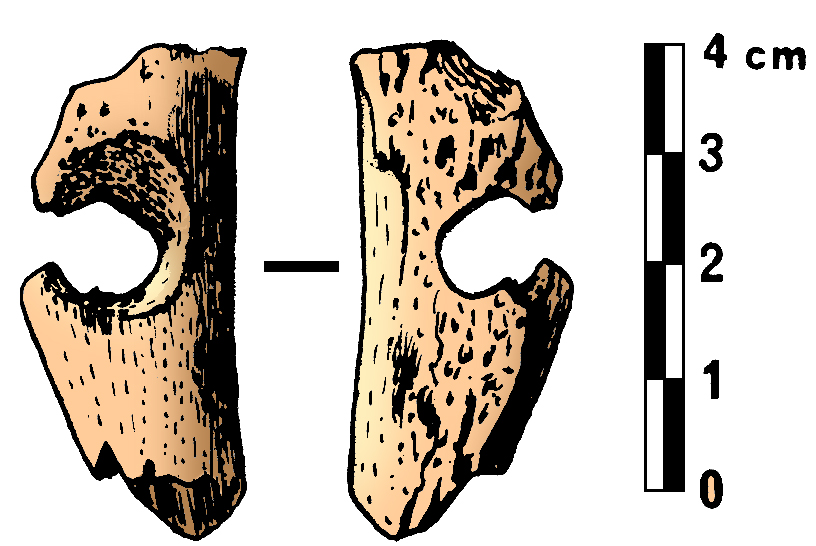
Geperforeerd bot van de Grot van Las Grajas, in Archidona (Málaga)
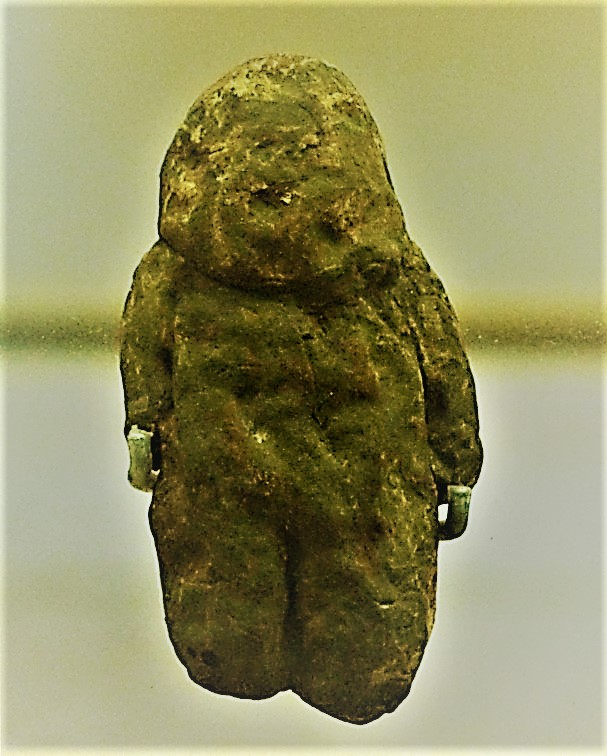
Venus van Tan-Tan (Marokko)
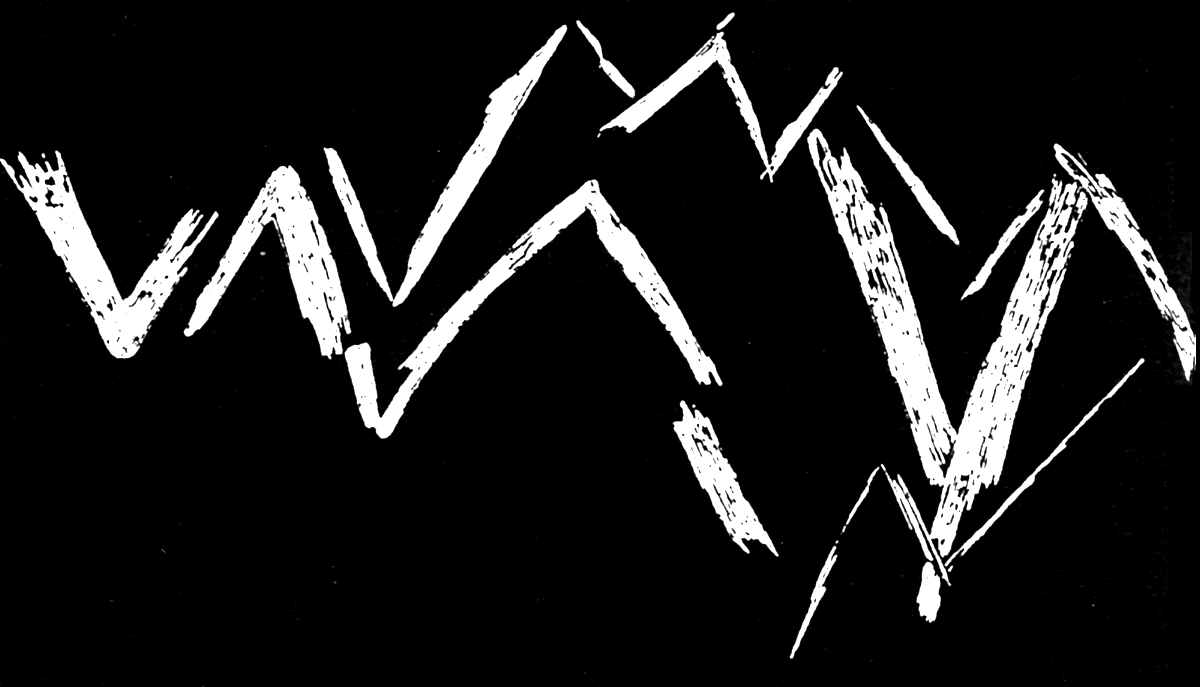
Krassen in zigzag op een Moustérien-bot van Batsjo Kiro (Bulgarije)

### Midden-paleolithicum
Tijdens het midden-paleolithicum (200.000-35.000 v.Chr.), werden West-Europa en de kusten van de Middellandse Zee bewoond door de neanderthaler. Deze mensen hadden al een basale symbolische taal ontwikkeld, een religieus geloof en waarschijnlijk de eerste vormen van kunst. Opgravingen tonen aan dat deze mens bijzondere objecten verzamelde (fossielen, kristallen) en dat hij bepaalde vormen van versiering uitwerkte. Heel gekend zijn de geperforeerde botfragmenten zoals deze van Lunel-Viel en Port-Launay en de oudste van de Grot van Las Grajas (Archidona, Málaga) die zou kunnen dateren van het rissglaciaal, zo'n 200.000 jaar v.Chr.
Ook in Frankrijk, in Pech de l'Aze werd een runderrib met inkervingen gevonden die dateert van het Mindel-Riss interglaciaal.
Buiten Europa is de vondst van twee okeren plaatjes met abstracte, maar bewust aangebrachte, tekeningen met een netvormig lijnenspel met een duidelijk geometrisch opzet in de Blombos Grot (Zuid-Afrika). Deze plaatjes zijn ongeveer 70.000 jaar oud en werd in verband gebracht met andere okeren blokjes die werden gebruikt als een pigment om het lichaam te versieren. Het is de eerste keer dat dergelijk type okerstenen enige vorm van decoratie bewaart. Bovendien zijn er in de grot van Blombos talrijke versieringen van doorboorde schelpen gevonden, zij het dat deze bevinding omstreden is.

### Laat-paleolithicum
De vroegste algemeen aanvaarde kunst ontstond echter in het Laat-paleolithicum, vanaf 35.000 jaar v.Chr., wanneer de moderne mens zowat de hele aarde bevolkte. Nochtans lijken de belangrijkste uitingen van paleolithische kunst zich te beperken tot Europa, ten zuiden van de ijsgrens van het Weichselien. Het is zelfs zo dat de muurschilderkunst zeer sterk geconcentreerd is in Spanje en de zuidelijke helft van Frankrijk met enkele vondsten in de omringende landen. Mobiele kunst met betrekking tot kleinere, verplaatsbare voorwerpen is veel meer verspreid, niet alleen in Spanje en Frankrijk, maar ook in de Donau- en de Donvallei en zelfs tot in Azië in het Baikal-afwateringsgebied. In de rest van de wereld zijn sporadische vondsten gedaan.
De echte schepper van plastische kunst is de moderne mens, met name de cro-magnonmens, die Europa ongeveer 40.000 jaar geleden koloniseerde. Vaak wordt paleolithische kunst gelijkgesteld met rotskunst, omdat bijna alle vondsten werden gedaan bij opgravingen van grotten of werden aangetroffen op de wanden ervan. Nochtans is niet alle rotskunst paleolithische kunst (deze kunst werd immers nog lang erna beoefend, ook in andere tijdvakken), noch werd alle paleolithische kunst in grotten gevonden.

#### De paleolithische kunst van het Frans-Spaanse gebied

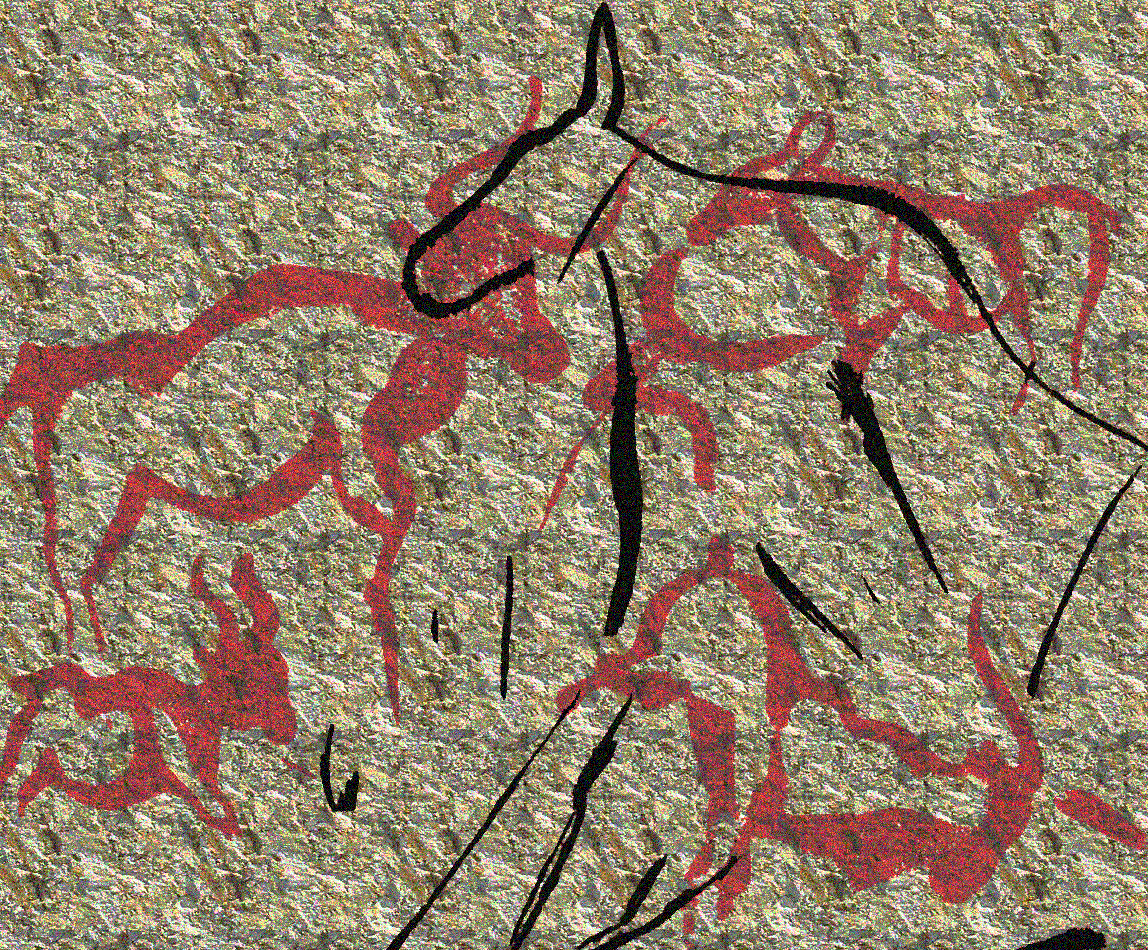
Geschilderde dieren in de grot van La Pileta (reconstructie)

De rotsschilderkunst is eigen aan de Frans-Spaanse zone. In Frankrijk zijn er meer dan 130 grotten, waarvan de beschilderde grotten in de Vézèrevallei opvallen (Lascaux, Grot van Pech Merle, les Grottes des Combarelles, Laugerie, La Madeleine) en de Pyreneeën (Grot van Niaux, Grot Les Trois-Frères, Le Tuc d'Audubert, Grot van Mas d'Azil, Grot van Bédeilhac).
In Spanje zijn er zowat 60 grotten, bijna allemaal in Cantabrië en Baskenland met als uitschieters de grotten van Ekain, Monte Castillo, Tito Bustillo of van Altamira, alhoewel er ook af en toe gevonden worden in de Spaanse Hoogvlakte (Siega Verde in de provincie Salamanca, Domingo García in de provincie Segovia, Maltravieso in Cáceres, Los Casares in Guadalajara) en bovenal aan de Middellandse Zeekust (Cueva de la Pileta en Cueva de Nerja bij Málaga). Deze opvallende verzameling rotsschilderkunst op het zuidelijke puntje van het Iberisch Schiereiland (lokaal ook wel "Arte Sureño" genoemd) omvat meer dan 180 beschilderde grotten uit de hele prehistorie. Vooral interessant zijn de oudste beeldjes die dateren uit het Solutréen.
Er zijn ook zeldzame voorbeelden van dergelijke kunst te vinden buiten Frankrijk en Spanje, zoals de Grotta dell'Adaura in Italië of Kapova in Rusland. De mobiele kunst is daarentegen goed vertegenwoordigd in heel Europa.

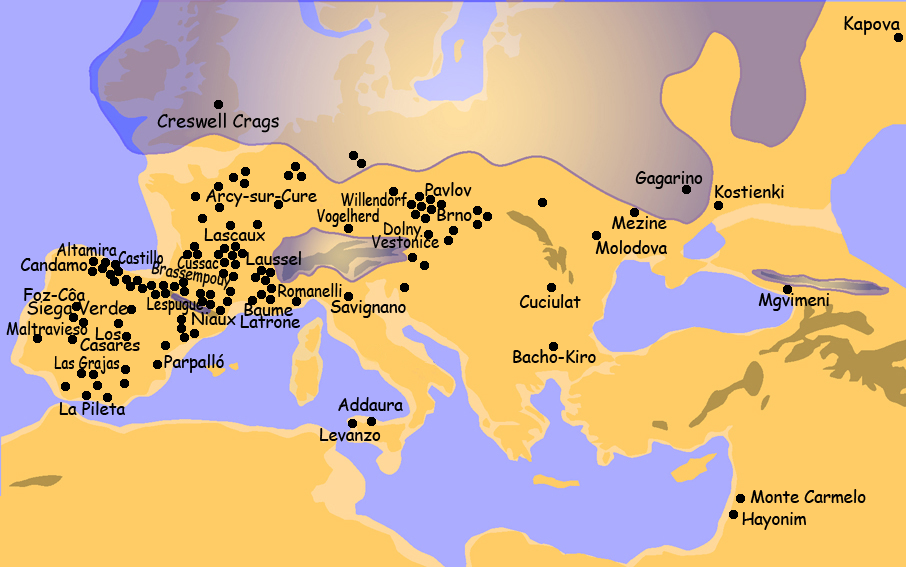
Vindplaatsen van paleolithische kunst in Europa

#### Mobiele kunst
Mobiele kunst omvat artisanaal bewerkte voorwerpen die per definitie verplaatst kunnen worden. Niettemin kan men ze wel situeren in een bepaalde archeologische context uitgaande van de plaats waar ze opgegraven worden.
Deze persoonlijke of huishoudelijke voorwerpen moeten ofwel een ritueel karakter hebben gehad, ofwel gediend hebben als een soort statussymbool, zoals halskettingen van steen, hout of schelpen. Vaak gaat het om votiefvoorwerpen of voorwerpen met een praktisch nut zoals harpoenpunten, speerpunten gemaakt uit bot, etc. Ze vertonen abstracte of figuratieve tekeningen, gekerfd of geschilderd of soms beide. Een bijzonder voorbeeld zijn de geweistaven.
Ook zijn er puur ceremoniële objecten gevonden die waarschijnlijk meer betekenis hadden dan loutere sieraden. Zo zijn er bijvoorbeeld de kleine Venusbeeldjes, gegraveerde plaatjes (zoals die van Parpallo) of beeldjes van dieren zoals de bekende bizon van La Madeleine, uitgesneden uit bot.

Mobiele kunst
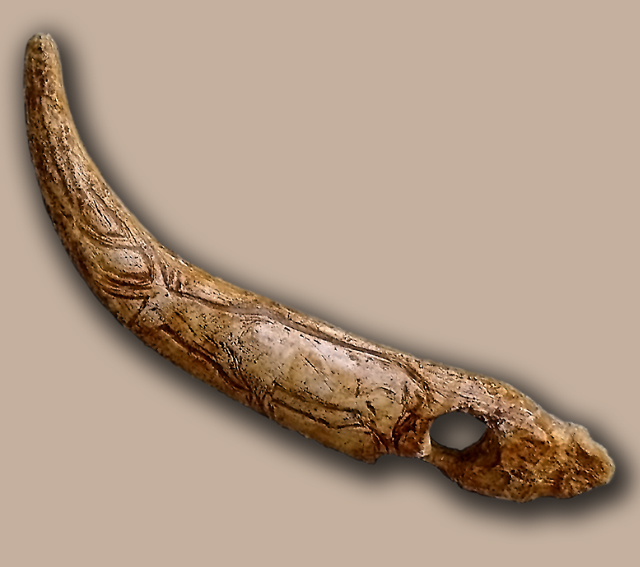
Hert gekerfd in een doorboorde hoorn (grot van El Castillo, Cantabrië)
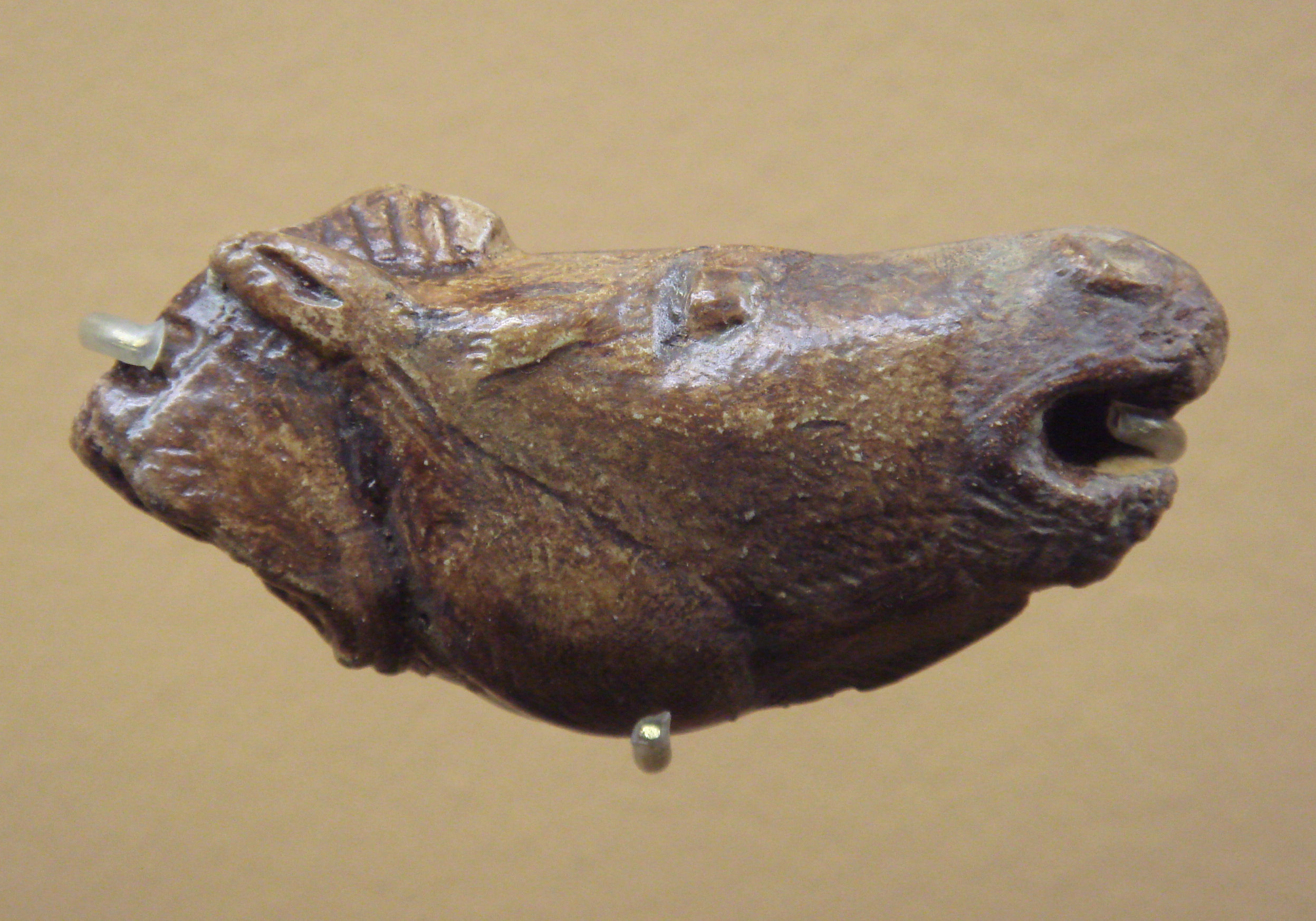
Paardenhoofd gekerfd in ivoor, Mas d'Azil (Pyreneeën, Frankrijk) Musée d'archéologie nationale, Saint-Germain-en-Laye
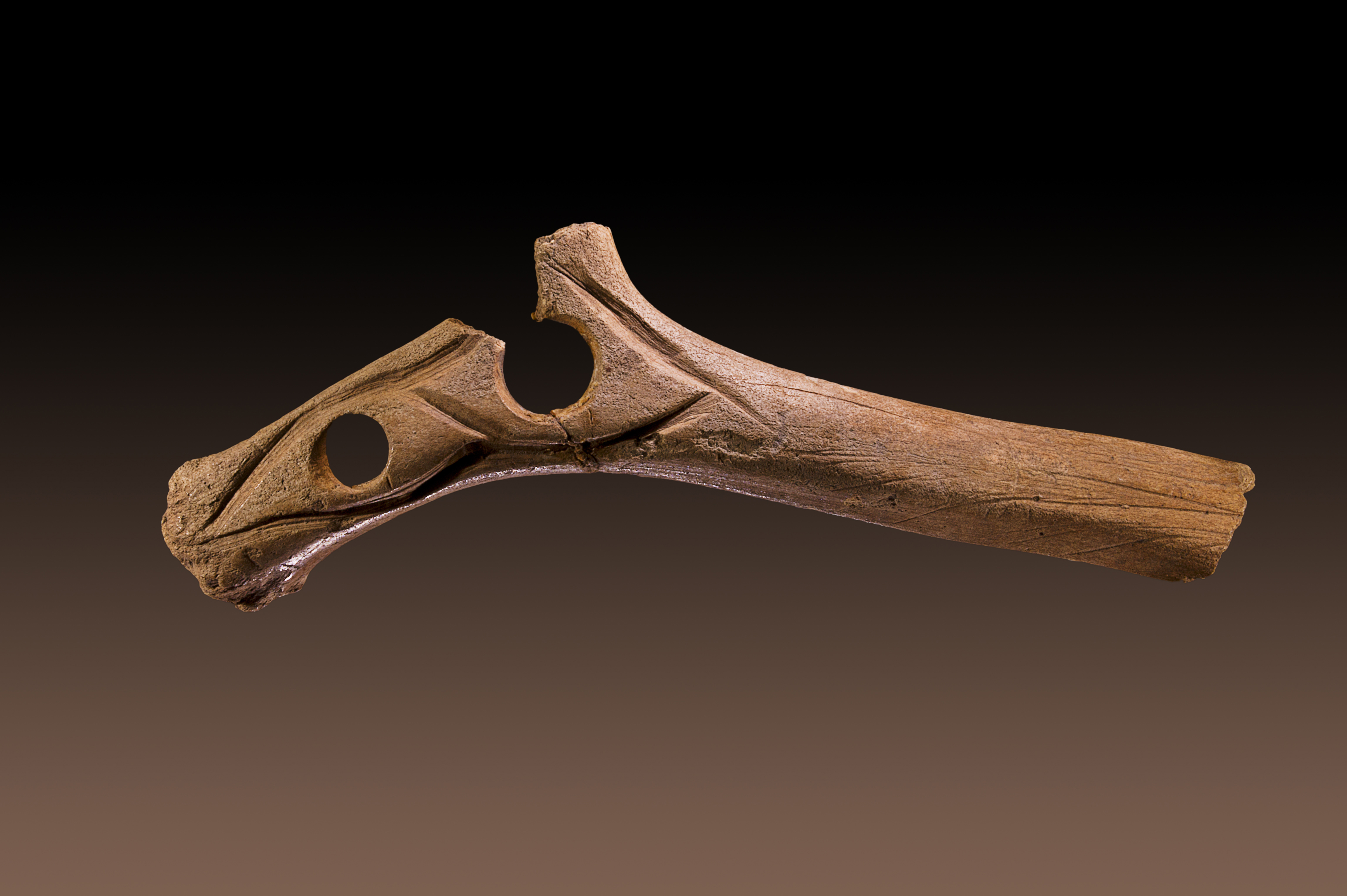
Geweistaf
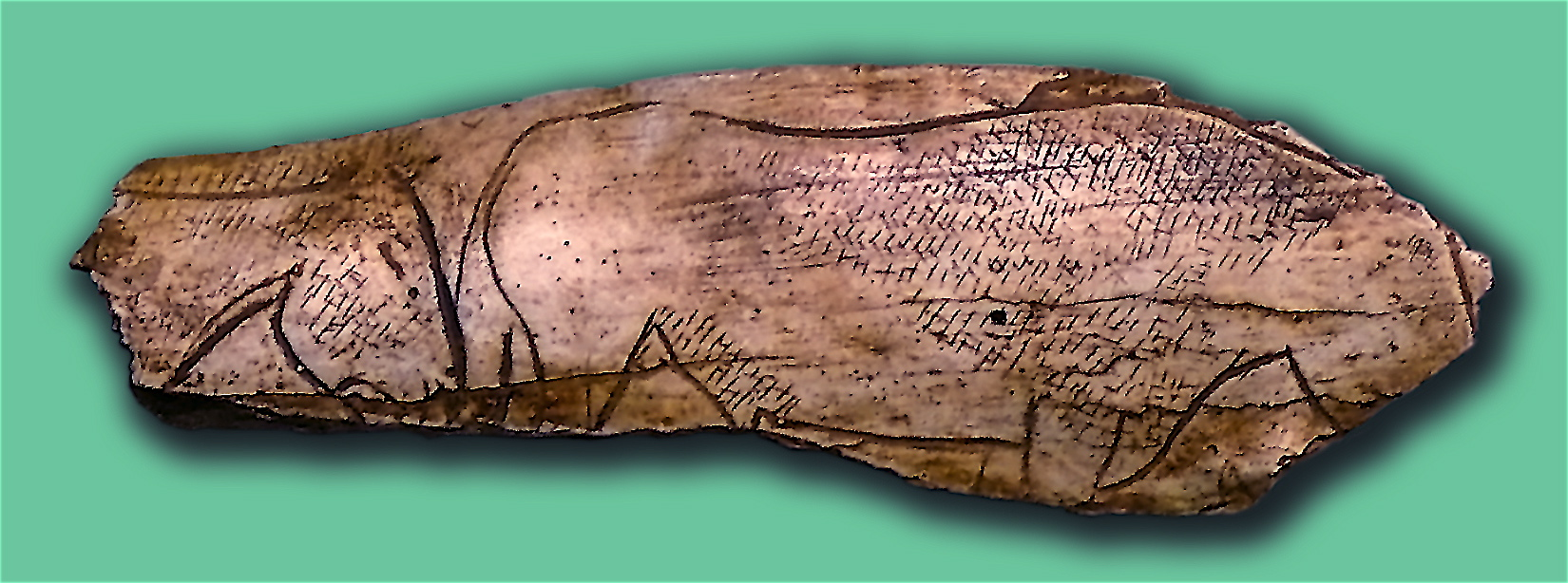
Gravure met paarden uit de grot van El pendo

#### Wandkunst
Zoals eerder aangegeven vindt men de meeste wandschilderingen in West-Europa. De meeste van deze rotsschilderingen vindt men in de diepst gelegen grotgedeeltes, hoewel het woongedeelte altijd rond de ingang van de grot te vinden was. Niettemin zijn er enkele uitzonderingen, zoals in de grot van Laussel, Roc de Sers (Frankrijk) of in La Viña (Oviedo). Wandkunst omvat rotschilderingen en reliëftekeningen. De voornaamste thema's zijn dieren, ideomorfe teken en afbeeldingen van mensen.

## Gebruikte technieken
Er is geen architectuur gekend uit deze periode, enkel sculpturen en tekeningen op steen of bot. De tekeningen kunnen uitgekerfd of geschilderd zijn en de sculpturen omvatten beeldjes en reliëfs.

### Schilderingen
Bij schilderingen werden één of twee kleuren gebruikt die men bekwam door gebruik van pigmenten van minerale (mangaan voor zwart, oker voor rood en geel) of organische oorsprong (houtskool), samen met een organisch bindmiddel (hars of vet). De kleuren werden met de vingers direct op de rots gesmeerd, maar soms werd de verf met behulp van een buisje op de rots gespuwd. Soms werden er ook "potloden" gebruikt (verkoolde takken waarmee zwart op de wand werd aangebracht en bollen van minerale kleurstof samengehouden door hars) of primitieve penselen van plantaardige of dierlijke vezels. Ook werden spleten en bulten in de wand uitgebuit om een dieptegevoel te creëren.

### Gravures
De gravures zijn tekeningen uit fijne insnijdingen, op bot of op de rotsen, gemaakt met scherpe instrumenten van vuursteen (stekers). Gravures verschenen op hetzelfde moment als de schilderkunst, maar ontwikkelde zich vooral op het eind van het Aurignacien en tijdens het Gravettien. Van deze periodes stammen de gegraveerde plaatjes in El Parpalló (Valencia), om daarna tijdens het Solutréen bijna volledig te verdwijnen. Ten slotte kwam de gravure weer terug tijdens het Magdalénien met een ongekende variatie aan stijlen, materialen en thema's die later nooit meer geëvenaard werd.

### Reliëfs
Bij de reliëfs zijn de insnijdingen van de gravures zo diep zijn dat er een soort beeldhouwwerk ontstaat dat echter niet helemaal los staat van het dragende oppervlak, m.a.w. niet helemaal vrijstaand. Zo zijn er bijvoorbeeld de gesculpteerd bizons van de Fourneau du Diable of de bekende vis van Gorge de l'Enfer, beide in de Dordogne. Het reliëf kwam enkel voor aan het eind van het paleolithicum in Europa, meer bepaald in het Magdalénien, en bijna steeds in grotten die minder diep gelegen waren en die verlicht werden door natuurlijk licht.

### Beeldjes
De beeldjes zijn kleine beeldhouwwerken uit bot of steen, aan alle kanten bewerkt. Het gaat in de meeste gevallen om vrouwenbeeldjes die Venusbeeldjes genoemd worden. Deze vorm van paleolithische kunst is de meest verbreide in Europa en telt verschillende scholen, niet alleen in Frankrijk, maar ook in Centraal- en Oost-Europa. De vrouwen- en dierenbeeldjes stammen in het algemeen uit het gehele paleolithicum, maar in Frankrijk en Spanje worden de afbeelding van dieren slechts gevonden op het eind van het opper-paleolithicum.

Gebruikte technieken
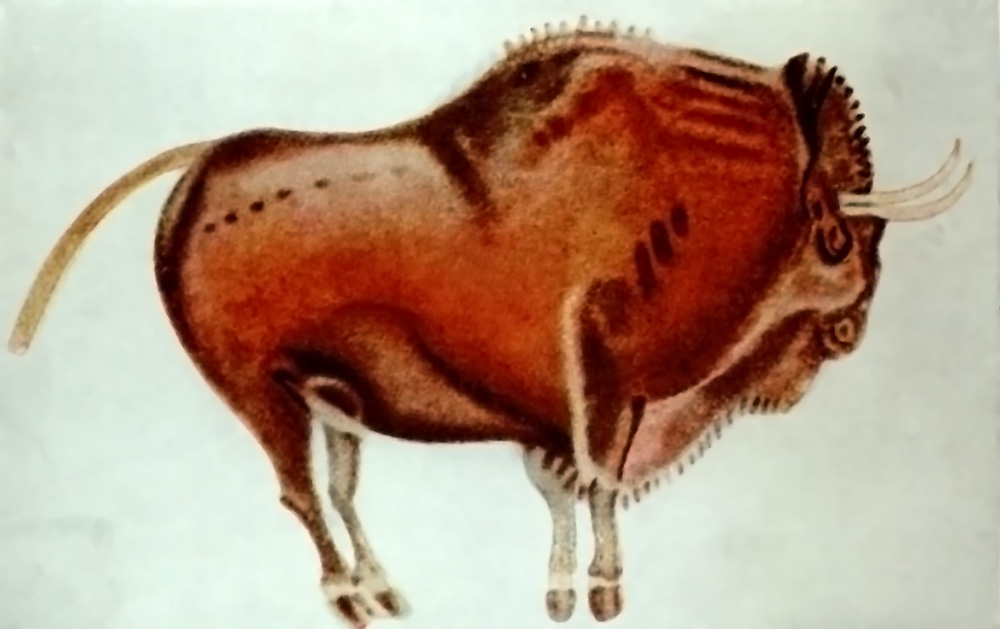
Schilderkunst: bizon uit de Altamira grot, Cantabrië
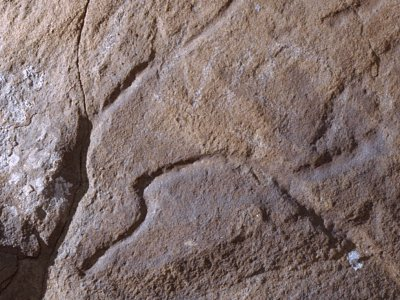
Gravure: paardenkop, Cueva del Moro
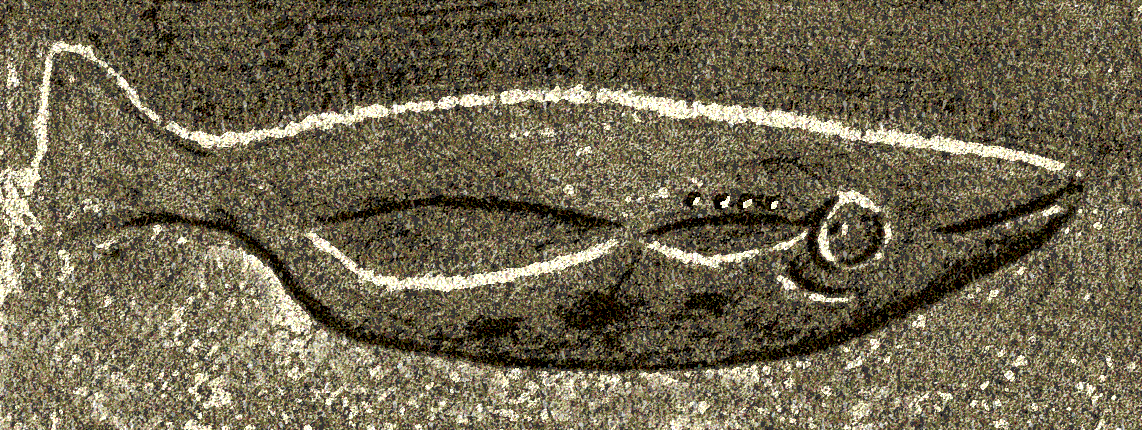
Reliëf: vis uit de Gorge d'Enfer (Frankrijk)
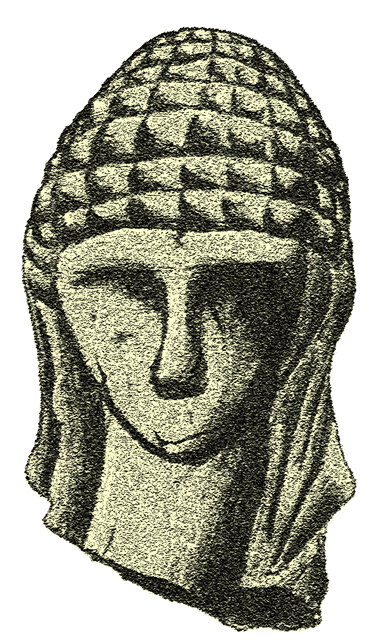
Beeldjes: Venus van Brassempouy (Frankrijk)

## Betekenis

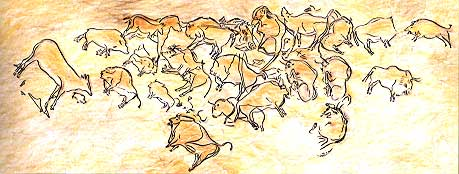
Bizons (Altamira grot, Cantabrië)

Sinds de eerste ontdekkingen van paleolithische artistieke voorwerpen in de 19e eeuw, stelde men zich de vraag over de betekenis van deze kunst.
Tegenwoordig gaat men er meest van uit dat het om kunst gaat met een religieuze betekenis en dat de thema's die aan bod komen intiem verbonden zijn met de natuurlijke omgeving en zijn numina. Daarnaast is er de onmiskenbare esthetische en artistieke waarden van deze kunst: de prehistorische kunstenaars toonden in enkele gevallen een graad van perfectie en een zin voor schoonheid die zich kan meten met die van kunstenaars van andere tijdperken.